# نورت‌وسترن میچوال
نورت‌وسترن میچوال (انگلیسی: Northwestern Mutual) شرکت خدمات مالی آمریکایی است، که در سال ۱۸۵۷ تأسیس شد.